# Sojkinský poloostrov

Finský záliv

Sojkinský poloostrov (rus. Сойкинский полуостров) se nachází na severovýchodě Evropy, v Kingiseppském rajónu Leningradské oblasti v Rusku. Je ohraničen Lužskou zátokou a Koporským zálivem, jež jsou součástí Finského zálivu. Jeho název pochází z ižorského slova Soikkola, což znamená „poloostrov“. Na počátku 20. století tvořil hlavní část území obývaného Ižory, jejichž počet je v dnešní době už jen okolo pár stovek. V střední části poloostrova se nachází Soikkolská vrchovina, jejíž nejvyšší bod se nachází v nadmořské výšce 132 m.